# مسجد الهدى (سنغافورة)
مسجد الهدى هو مسجد في سنغافورة يقع في منطقة بوكيت تيماه في جالان حاجي قبالة الشارع السادس، في الماضي خدم المسجد احتياجات السكان الذين يعيشون في الملايو كامبونج قرب الشارع السادس في بوكيت تيماه، بني المسجد في عام 1966 ويمكن أن يستوعب ما يصل إلى 400 مصلي، شهدت المسجد العديد من التجديدات تاريخيا، مع إعادة التوطين يخدم المسجد الآن العمال في منطقة تيماه بوكيت وبعض السكان من الأماكن القريبة، تقتصر أنشطة المسجد على الصلوات الخمس وصلاة الجمعة وكذلك الاحتفالات بالأعياد الإسلامية، ومع انخفاض في عدد السكان المسلمين المقيمين في المنطقة المجاورة للمسجد إلا أنه لا يزال يتلقى تدفق مستمر من المصلين والزوار من وقت لآخر.

## الأرض
مسجد الهدى بني على أرض الأوقاف المملوكة في الأصل من قبل المرابي الهندوسي في السنوات الأولى من القرن العشرين، في عام 1905 عهدت الأرض إلى عائلة السيد أحمد لباي لاستخدامها في بناء مسجد، وفي الرابع والعشرين من شهر شباط عام 1925 كانت عائلة سيد أحمد لباي يمثلها محمد يوسف بن محمد بن قاسم وادم سيبو، وفي عام 1957 تم تعيين أمناء جدد ليحلوا محل الذين توفوا، وجرى ذلك في السادس والعشرين من شهر تشرين الثاني من عام 1957 وتم تعيين الأشخاص الآتية أسمائهم الحاج أحمد بن الحاج دولهاليم وعبد العزيز بن الحاج عبد الرحمن أمير ومحمد سعيد بن حاجي أحمد وأبو بكر بن الحاج عبد الحليم وحاجي محمد أمين بن إحسان وأحمد بن محمد ابن الحاج، وفي عام 1968 عندما أقر قانون إدارة المسلمين ودخل حيز التنفيذ أصبحت جميع المساجد وأراضي الأوقاف في سنغافورة تحت إدارة مجلس أوغاما الإسلام سنغافورة أو المجلس الديني الإسلامي في سنغافورة، وهكذا تم نقل مسؤوليات أمناء المسجد إلى المجلس الذي عيٌن بدوره مجلس إدارة المسجد لإدارة المسجد.

## البناء
قبل عام 1925 كان المسجد هيكل خشبي صغير يخدم احتياجات الدينية للقرويين الملايو المسلمين وإلى حد كبير يخدم أيضا المقيمين في محيط بوكيت تيماه، وفي عام 1925 قام الأمناء في ذلك الوقت بترميم المسجد المصنوعة من هياكل خشبية وبنائه في شكل يشابه مساجد الجاوية التقليدية لأن معظم المسلمين قدموا من ذلك البلد، وبني السطح ليكون ذا طبقات مزدوجة وأبواب مطلية، وقد بدا المسجد جميل بالمقارنة مع غيره من بيوت القرية المحيطة في تلك الحقبة، كان اسم المسجد مسجد كامبونج كوروناشين جنبا إلى جنب مع اسم الشارع الرئيسي القريب من المسجد.

## الترميم
في عام 1960 جائت رغبة القرويين إلى إعادة بناء المسجد، وتم تشكيل لجنة لبناء المساجد بقيادة حاجي انانج بن عبد المنان وكان يساعده عدد قليل من السكان المحليين بما في ذلك حاجي أحمد دحلان وأحمد حاجي بوتيه والحاج عبد الكريم كيايي وأحمد حاجي سيرات كامبيل وحاجي بوانغ إسحاق والحاج مستجاب الحاج جوهري، وبدأوا جهود جمع التبرعات لبناء المسجد الجديد ملموس في نفس عام 1960، وكانت العاطفة لبناء المسجد الجديد قد خلقت شعور كبير بالمسؤولية والجهود المستمرة من قبل سكان قرى حاجي جالان وجالان سيناتان وجالان ليم تاي الرسولي والقرى المجاورة، وفي عام 1966 بني المسجد الجديد الذي كان على النمط التقليدي للملايو، وبدا كبير الحجم نسبيا مقارنة مع المنازل المحيطة به الأخرى في القرية، احتفظ المسجد باسمه القديم حتى عام 1970 عندما تم انتخاب لجنة جديدة لإدارة المسجد بقيادة مصطفى بن الحاج أحمد ويساعده حاجي كامسين بامر حاجي وحاجي فادزولي باجوري وإبراهيم ماجد وحسن نور الدين سوهود سلطاني، كان ذلك أثناء مدة خدمتهم وتم تغيير اسم المسجد إلى مسجد الهدى، وكما أنها أحدثت بعض التغييرات في أسلوب إدارة المسجد والدروس الدينية الأسبوعية وذلك في الفترة (1970 - 1980).

## التطور اللاحق
مع التطور التدريجي للمنطقة ابتداءً من أواخر عام 1980 نقل القرويين إلى المناطق السكنية الحديثة، وتحولت المنطقة إلى إحدى الضواحي ذات المباني السكنية الفاخرة والوحدات السكنية الصغيرة، ومع مرور الوقت أجريت بعض التجديدات إلى المسجد لتلبية احتياجات المصلين والأنشطة التي تم تنظيمها، تم استبدال سقف الإسبستوس الأصلي في عام 1990 بسبب التسربات، وهناك العديد من الميزات الأصلية الأخرى التي تم بناؤها مثل المئذنة وقبة المحراب، وبصرف النظر عن أن مسجد الهدى قام بتلبية احتياجات المسلمين الذين يعملون ويعيشون في المنطقة المجاورة، إلا أن مسجد الهدى الآن يقف شاهدا ماديا أخيرا على قرى الملايو التي كانت موجودة في منطقة بوكيت تيماه.